# Oxylymma championi
Oxylymma championi là một loài bọ cánh cứng trong họ Cerambycidae.